# Lockheed Hudson
Lockheed Hudson byl dvoumotorový vojenský letoun s dvojitou svislou ocasní plochou, odvozený z civilního dopravního stroje Lockheed Model 14 Super Electra. V první polovině druhé světové války byl používán především jako námořní průzkumný v rámci britského Coastal Command (pobřežního velitelství). Britové také odebrali převážnou většinu produkce těchto letounů, z nichž značná část byla zařazena do výzbroje britského Royal Air Force, ovšem nezanedbatelné množství také byla předána australskému RAAF, kanadskému RCAF a novozélandskému RNZAF; řada dalších strojů původně vyráběných v rámci britských dodávek ale byla po útoku na Pearl Harbor převzata do výzbroje U.S. Navy a USAAF, kde ovšem v rámci bojových jednotek sloužily poměrně krátce — do doby než byly v dostatečných počtech k dispozici zejména letouny Lockheed PV-1 Ventura, které je nahradily.
Vyjma pouhých 300 kusů objednaných přímo pro USAAF jako cvičné (AT-18 a AT-18A; AT — Advanced Trainer), vzniklých z verze A-28A, však byly ostatní stroje vyráběny buď přímo na základě britských či australských nákupů, nebo (později) byly určeny pro dodávky v rámci Lend and Lease Act z 11. března 1941, tzn. sice na základě objednávek USAAF dostaly přidělena sériová čísla amerického armádního letectva, ovšem byly určeny výhradně na export.
Hudsony byly posléze nahrazovány jinými, výkonnějšími typy (u britského Coastal Command mj. často typem Consolidated Liberator — lze uvést 59., 200. či 224. squadronu), takže stroje byly postupně přesouvány k druholiniovým jednotkám, kde sloužily i nadále, většinou buď jako námořní záchranné, k meteorologickému průzkumu, nebo také byly používány jako cvičné či dopravní.

## Vznik a vývoj

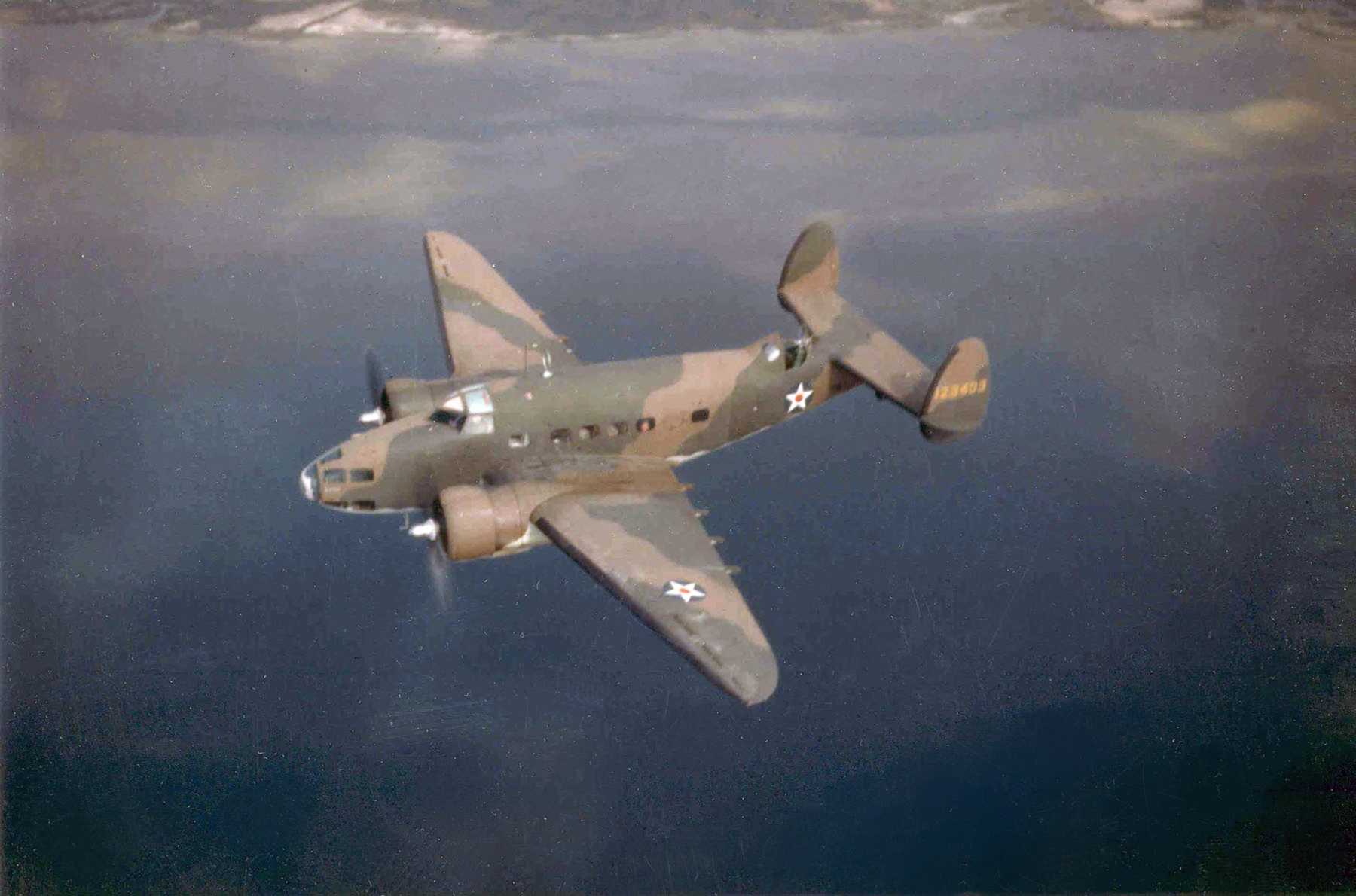
Lockheed A-29-LO Hudson (s/n 41-23403), USAAF

Typ byl u americké firmy Lockheed objednán britskou nákupní komisí (British Purchasing Commission), která od dubna 1938 působila v USA. Původní britským záměrem ovšem bylo získat nikoli námořní průzkumný letoun — jak byl posléze v RAF především používán — ale vícemotorový letoun pro navigační výcvik. Během jednání s firmou Lockheed byl jako snadno k požadovanému účelu adaptovatelný nabídnut typ Lockheed Model 14-F62, ostatně již v únoru 1938 konstruktéři firmy vypracovali první předběžný projekt na úpravu nového stroje Super Electra na bombardér (první Super Electra byla zalétána 29. července 1937). Na základě dalších jednání byl dne 23. června 1938 podepsán kontrakt na stavbu 200 letounů s továrním označením Lockheed Model 214, a tyto stroje dostaly britská sériová čísla v řadě N7205 až N7404. Oproti původnímu projektu byly největšími změnami přemístění stanoviště navigátora do
prosklené přídě trupu (současně s tím vzala za své konstruktéry Lockheedu původně uvažovaná příďová střelecká věž), použití motoricky ovládané hřbetní střelecké věže britské firmy Boulton Paul (elektrohydraulicky ovládaná věž Type C Mk.II) a instalování výzbroje britského původu — dvou kulometů Browning ráže 7,7 mm ve věži a dvou zbraní stejného typu pevně lafetovaných v přídi. Oproti stroji Model 14-F62 byly pro Model 214 použity výkonnější motory Wright Cyclone G102A, se vzletovým výkonem 1100 hp, ty poháněly dvoupolohové třílisté vrtule Hamilton Standard.

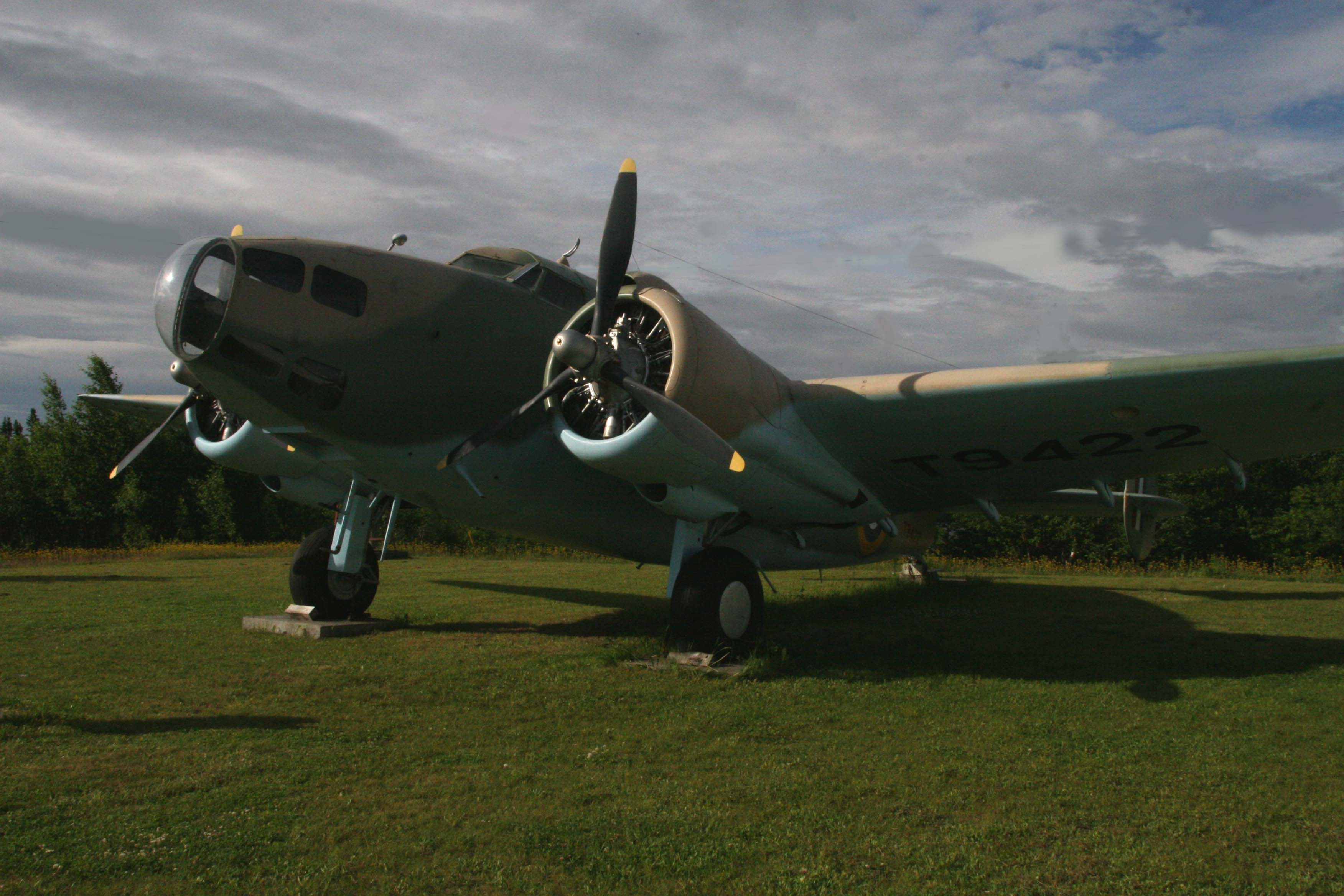
Lockheed Hudson Mk.II, RAF

Objednávka Hudsonů byla pro Lockheed první větší vojenskou — a fakticky také již první válečnou — zakázkou. Prvních 200 kusů objednaných pro RAF současně znamenalo největší zakázku kterou do té doby firma získala, nicméně v této souvislosti samozřejmě je nutno brát v potaz, že žádný civilní letecký dopravce nemohl zakoupit — natož najednou, v jediné zakázce — několik stovek strojů, na civilním trhu byla zakázka na 5 či deset letounů již značná.

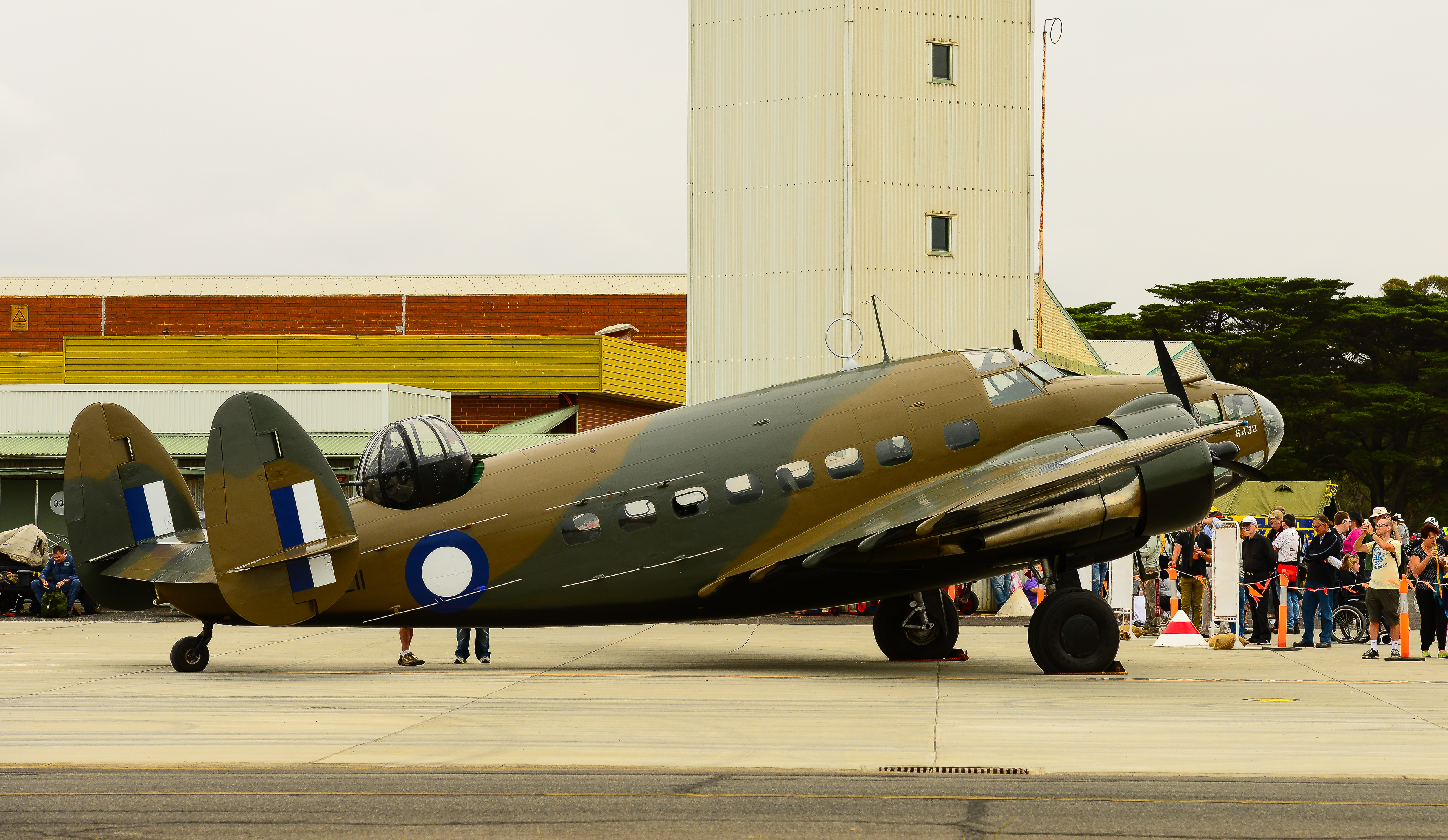
Lockheed Hudson, RAAF

První kus Hudson Mk.I s britským sériovým číslem N7205 se poprvé dostal do vzduchu 10. prosince 1938. V motorových gondolách pracovala dvojice hvězdicových devítiválců Wright R-1820-G102A Cyclone s výkonem po 809 kW, pohánějící dvoupolohové vrtule Hamilton Standard. Do Británie se první letoun dostal 15. února 1939, konkrétně šlo o stroj s/n N7206 — který byl předán firmě Boulton Paul, která na něm zkoušela instalaci střelecké věže.
Letouny byly totiž do Británie dodávány bez výzbroje. První vyrobený letoun s/n N7205 byl dodán do Británie až v březnu, a byl předán ke zkouškám v Aeroplane and Armament Experimental Establishment (A&AEE) na letišti Boscombe Down; tento stroj i nadále létal pouze s maketou hřbetní střelecké věže.
Součástí britské objednávky také bylo ujednání o možném rozšíření zakázky o dalších 50 strojů — ovšem za předpokladu, že firma Lockheed bude s to dodávku dokončit do konce roku 1939, což se také stalo, takže Britové objednávku podepsali. Tyto Hudsony dostaly britská sériová čísla P5116 až P5165. Poslední zakázkou na Hudsony Mk.I byl kontrakt na stovku letounů, ty dostaly sériová čísla T9266-T9365. Tímto byla uzavřena výroba Hudsonu Mk.I.

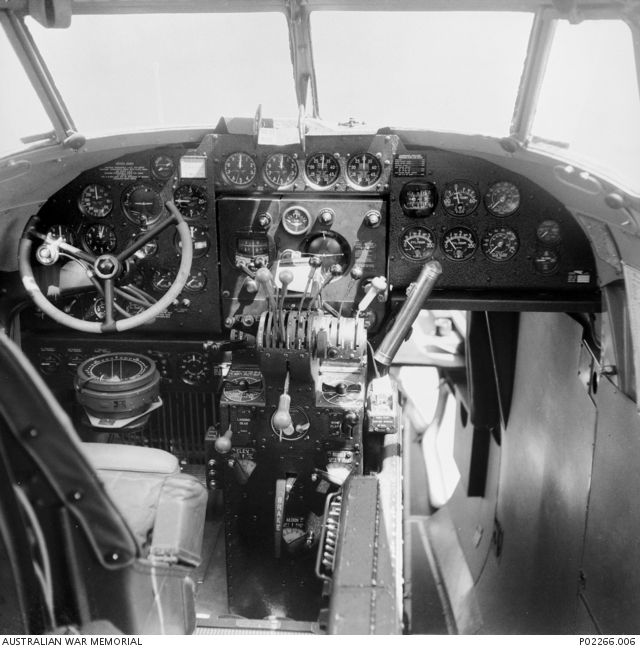
Pilotní prostor letounu Lockheed Hudson

Na verzi Mk.I navázala malá zakázka na 20 Hudsonů Mk.II (Lockheed Model 314), se sériovými čísly T9366 až T9385. Hlavní změnou, vedle místních zesílení konstrukce draku letounu, byla instalace vrtulí Hamilton Standard Hydromatic s plynule měnitelným úhlem náběhu listů a regulací typu stálých otáček (constant speed).
Všechny ostatní verze (Hudson Mk.III se silnějšími motory Wright R-1820-G205A, Mk.IIIA s dvojicí motorů R-1820-87, Mk.IV, Mk.IVA s pohonem P & W R-1830-45, Mk.V s pohonnými jednotkami P & W R-1830-S3C4G Twin Wasp, Mk.VI s motory R-1830-67 s výkonem po 883 kW, plus 300 cvičných strojů Lockheed AT-18 a AT-18A pro USAAF) byly v tovární dokumentaci označovány jako Model 414.
Jako první dostaly tovární označení Model 414 stroje, které si krátce po Británii objednala Austrálie, zakázka na 50 kusů byla podepsána ještě v roce 1938 (záhy byla rozšířena o dalších 50). Hlavní rozdíl oproti britským Mk.I byl v pohonné jednotce, australské stroje měly pohánět dvouhvězdicové čtrnáctiválce Pratt & Whitney Twin Wasp SC3-G, každý o vzletovém výkonu 1050 hp (cca 783 kW). Požadavek na montáž odlišné pohonné jednotky byl dán tím, že se v Austrálii připravovala licenční výroba motorů Twin Wasp (později mj. poháněly stíhačky Boomerang, či torpédové bombardéry DAP Beaufort (licence britského typu Bristol Beaufort), což samozřejmě Australanům zjednodušilo problém s dodávkami náhradních dílů i kompletních náhradních motorů. V RAAF obdržely sériová čísla A16-1 až A16-100. Prvních padesát dostalo označení Hudson Mk.I, dalších padesát kusů z druhé zakázky pak Hudson Mk.II Všechny byly do Austrálie přepraveny z Los Angeles na nákladních lodích, cílovým přístavem bylo australské Melbourne. Ovšem protože označení v RAAF jako Hudson Mk.I (resp. Mk.II) bylo identické s britským, bylo poměrně záhy změněno na Mk.IV. Mimo to RAAF získalo dalších 7 strojů Mk.IV (dostaly s/n A16-163 až A16-169) od Britů, z britské zakázky třiceti strojů (ty měly britská s/n AE609 až AE638). Celková výroba verze Mk.IV činila pouze 130 letounů. Mimo to vzniklo dalších 52 strojů označovaných jako Mk.IVA, prakticky identických s Mk.IV, ovšem dodané již na základě výše zmíněného zákona o půjčce a pronájmu — pouze pro odlišení od předchozích dodávek je označení doplněno písmenem „A“. Všechny byly dodány přímo do Austrálie, kde nesly sériová čísla A16-101 až A16-152.

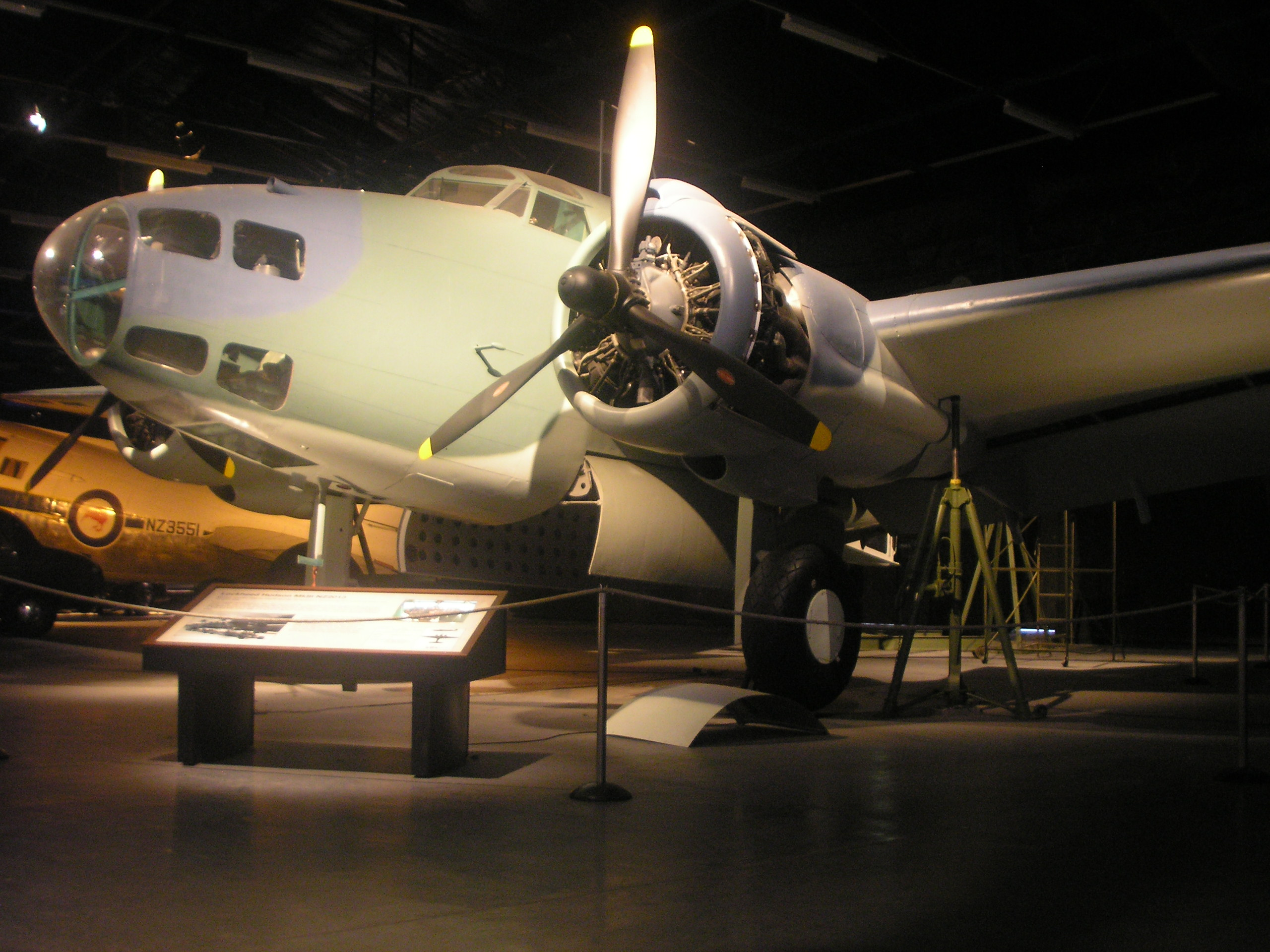
Lockheed Hudson, RNZAF

Na malou sérii pouhých dvaceti Hudsonů Mk.II navázala další britská zakázka. Verze Mk.III znamenala poměrně radikální zásah do konstrukce letounu. Došlo k zesílení konstrukce stroje, což umožnilo zvýšit vzletovou hmotnost letounu (zprvu o 1000 liber, na cca 8391 kg), byly instalovány výkonnější motory Wright Cyclone G205A o vzletovém výkonu 1200 hp (cca 895 kW), které stejně jako u verze Mk.II poháněly vrtule Hamilton Standard s plynulou regulací nastavení, a také byla zesílena obranná výzbroj letounu.
Vedle dosavadních dvou pevných kulometů v přídi a dalších dvou ve střelecké věži na hřbetě trupu bylo po jednom kulometu v kloubovém závěsu na každém boku stroje (za křídlem), navíc přibylo i spodní střeliště s výkyvně lafetovaným kulometem Vickers K či dvojkulometem, takže Hudsony se nyní mohly bránit i proti útokům stíhačů ze spodní polosféry. Výzbroj letounů během služby procházela různými změnami, takže kupříkladu na některých Hudsonech lze později nalézt i vpřed mířící pevné velkorážové kulomety Browning kalibru 12,7 mm, umožňující vést při útoku na ponorku na hladině účinnou palbu z větší vzdálenosti. Navíc na část strojů byly instalovány další nádrže, zvyšující zásobu paliva o 384 (U.S.) galonů. Celkem bylo na základě britských zakázek postaveno 428 strojů Hudson Mk.III, ovšem ne všechny převzalo RAF — 54 dostalo RNZAF (zde jim byla přidělena nová sériová čísla od NZ2001, původně nesly označení V9235-V9252, AE490, AE494-AE504 a AM930-AM953) a alespoň tři dostalo kanadské RCAF (i v RCAF nesly původní britská sériová čísla, šlo o stroje V9069, V9171 a V9223), takže do Británie odešlo nejvýše zbývajících 371 strojů.
Na výrobu verze Mk.III navázala verze Mk.IIIA, obdobně jako u Mk.IVA šlo o stroje dodávané již podle Lend and Lease Act z března 1941 (byly objednány americkým armádním letectvem pod typovým označením Lockheed A-29-LO a A-29A-LO). Jednalo se o nejrozšířenější verzi Hudsonu, celkem jich bylo postaveno 800. Poháněly je motory Wright R-1820-87 o vzletovém výkonu 1200 hp. I když všech 800 strojů Mk.IIIA dostalo britská sériová čísla, stejně jako u Mk.III se do Británie nakonec dostalo jen část vyrobených letounů. RCAF, RAAF a RNZAF převzalo 280 strojů, vedle toho 26 Hudsonů Mk.IIIA šlo do Číny. Mimo to po vstupu Spojených států do války 20 strojů zabavilo USN (byly používány pod označením PBO-1) a dalších 153 skončilo ve výzbroji USAAF. Do Británie tedy odešlo jen 321 kusů.

## Bojové nasazení

### Britské společenství

#### Royal Air Force

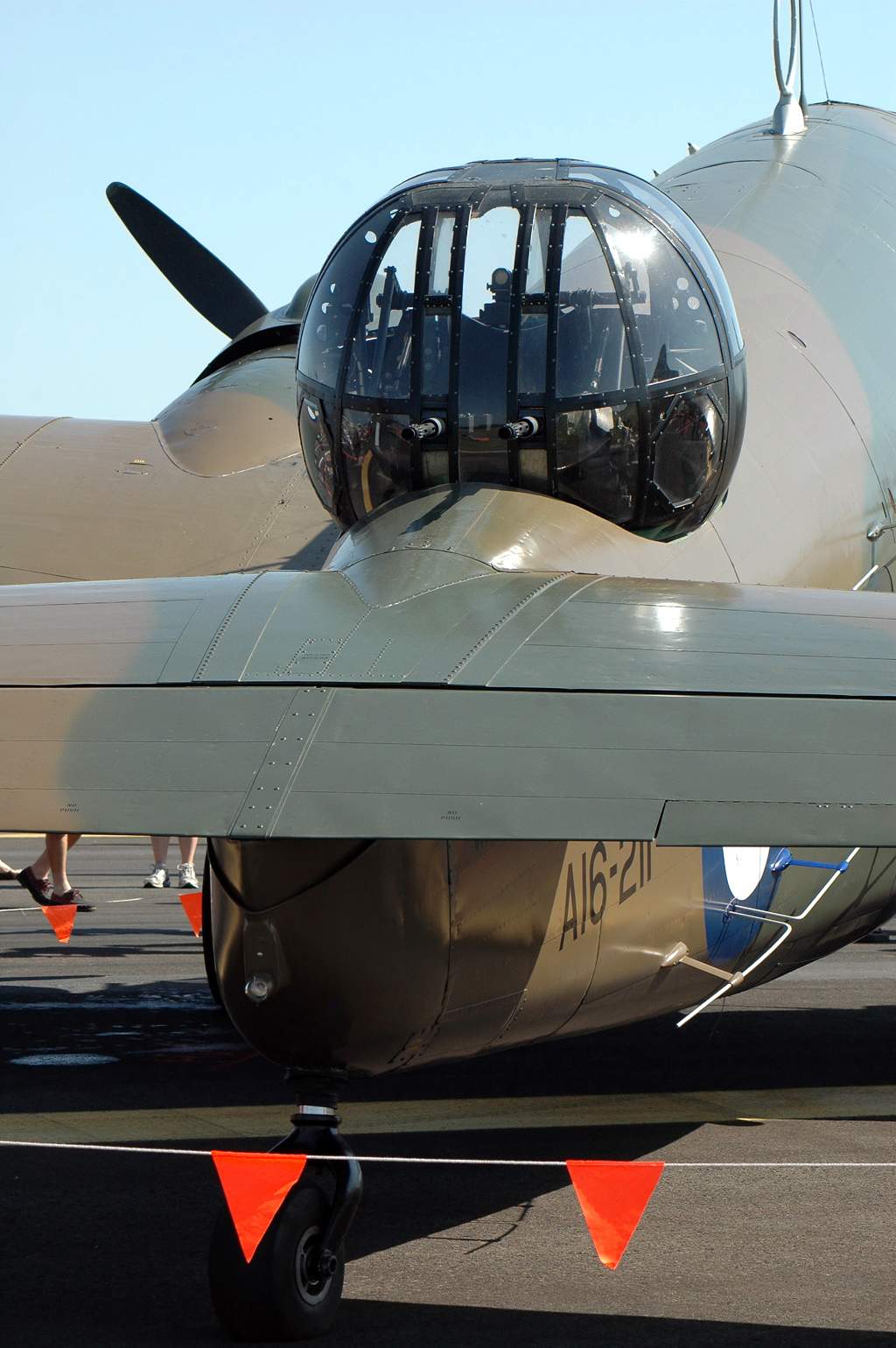
Detail střelecké věže letounu Lockheed 414 Hudson Mk.IV (A16-112, „The Tojo Busters“), 32. peruť RAAF, Temora Aviation Museum

Hlavním uživatelem Hudsonů vždy bylo britské RAF, resp. jeho pobřežní velitelství (Coastal Command). Ještě před vypuknutím války v Evropě byly Hudsony přezbrojeny dvě squadrony Coastal Command, šlo o operační jednotky číslo 224 a 233. První, 224. squadrona, začala s přezbrojováním z typu Anson v květnu 1939, přičemž v srpnu byla plně operační. Druhá v pořadí, 233. squadrona Coastal Command RAF, v té době operující ze základny Leuchars, začala s přezbrojováním v srpnu 1939. Od samého počátku války se účastnila operačních letů, zpočátku používala souběžně Hudsony i Ansony, ovšem již 10. října 1939 se na Ansonu uskutečnil poslední průzkumný let. Téměř současně s 233. squadronou probíhalo na základně Thornaby přezbrojování 220. squadrony, první Hudsony dostává v září 1939, plně operační na nových strojích je v listopadu 1939.
Již dne 4. září 1939 došlo k boji mezi Hudsonem 224. squadrony a německým průzkumným létajícím člunem Dornier Do 18D, ovšem oba stroje se bez vážnějších potíží vrátily na své mateřské základny. Nakonec ale Hudson stejně získal nepřehlédnutelné prvenství, kdy jako první letoun americké výroby za druhé světové války sestřelil nepřátelský stroj — Hudson 220. squadrony sestřelil jiný Do 18D.
Během ledna 1940 bylo prvních 14 strojů Hudson vybaveno radarem ASV Mk.I, čímž spolu s typem Short Sunderland získal prvenství jako letoun, vybavený radarem pro sledování hladinových cílů. Jinou pozoruhodností ze služby tohoto stroje v RAF je, že stroje patřící 220. a 233. squadroně nalezly a sledovaly německou zásobovací loď Altmark, na jejíž palubě se nacházeli muži z posádek obchodních lodí potopených německou kapesní bitevní lodí Admiral Graf Spee, takže i díky Hudsonům se podařilo při následné akci britského torpédoborce HMS Cossack tyto muže osvobodit. Rovněž je možno zmínit i zcela ojedinělou událost, kdy se letounu podařilo zajmout ponorku — z německé strany zde byla hlavním aktérem U 570 (šlo o ponorku typu VIIC, která se 27. srpna 1941 vzdala, jejím velitelem byl Kapitänleutnant Hans-Joachim Rahmlow), která byla nedaleko Islandu nalezena a poškozena Hudsonem Mk.III 269. squadrony. Šlo o stroj s/n V9028, s označením UA-S Za tuto akci byli pilot a navigátor stroje, S/Ldr James Herbert Thompson (70671) a F/O William John Oswald Coleman (42395), vyznamenáni Distinguished Flying Cross, stejné vyznamenání získal i pilot Cataliny Mk.I, s/n
AH553 (WQ-J), od 209. squadrony (jeden z několika na operaci také zúčastněných letounů), F/O Edward Arthur Jewiss (44261).

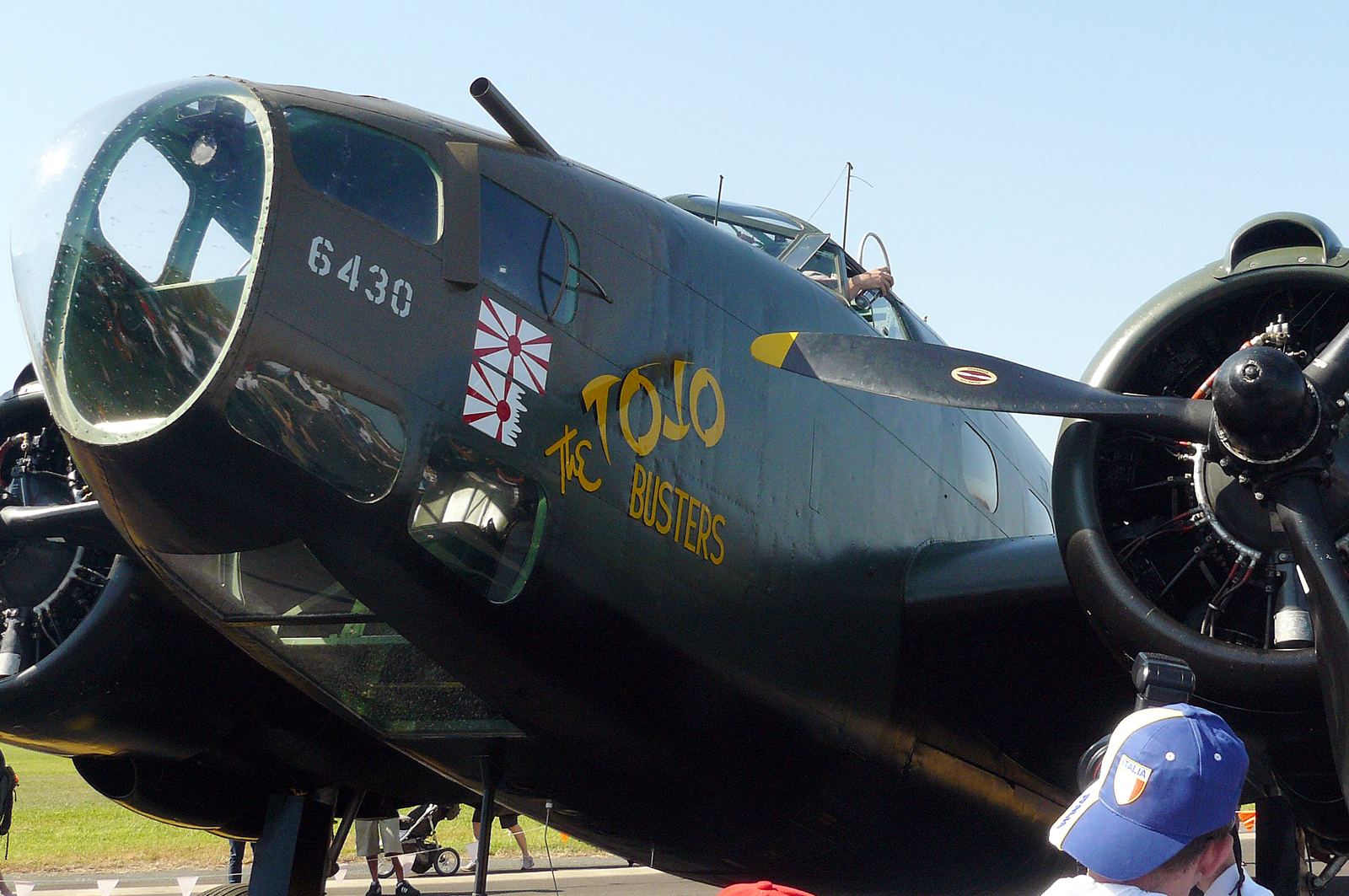
Detail přídě letounu Hudson „The Tojo Busters“

Dalším prvenstvím Hudsonu, alespoň v rámci RAF, bylo potopení ponorky raketami, kdy 28. května 1943 stroj s označením „M“ (Hudson Mk.V s/n AM725), patřící 608. squadroně, zničil německý U-Boot typu VIIC, šlo o U 755. (O pět dnů dříve, 23. května, letoun Swordfish patřící 819. squadroně FAA, operující z paluby britské eskortní letadlové lodi HMS Archer, rovněž úspěšně zaútočil na ponorku. Šlo o U 752, která byla raketami vážně poškozena — dvě z osmi raket ponorku zasáhly, přičemž bylo proraženo vnitřní tlakové těleso. Jeho poškození zabránilo nouzovému ponoření U-bootu. Poté byla U 752 cílem kulometné palby stíhačky Martlet — přičemž řada mužů na palubě byla zabita či zraněna. Krátce nato byla potopena vlastní posádkou.)
Co do rozsahu služby typu v podstatě okrajové bylo nasazení v rámci speciálních operací, vesměs organizovaných SOE. V Británii šlo o 161. squadronu RAF, kde spolu s mnoha jinými typy letounů byl používán k dopravě agentů a shozu materiálu do zemí v nacistickým Německem okupované Evropě (vedle Hudsonů jednotka současně používala i letouny Lysander, Halifax či Stirling).

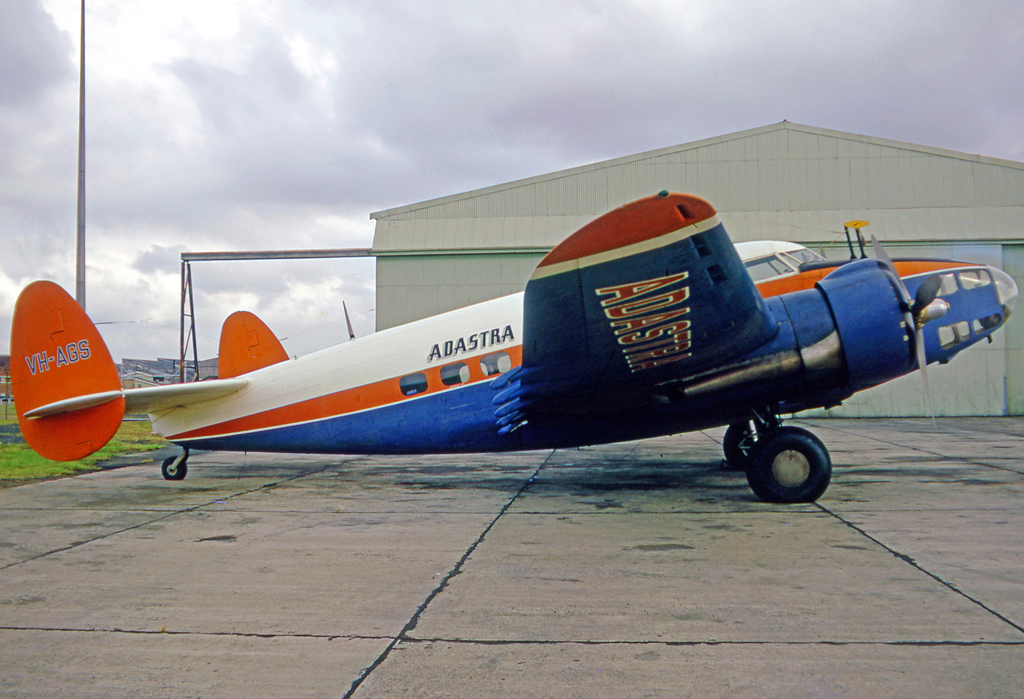
Lockheed L-414 Hudson Mk.III (VH-AGS), letecká společnost Adastra, 1971

Jednotka je používala, mezi jinými typy, již od svého znovuzformování v únoru 1941 (ve verzi Mk.I). Ve verzích Hudson Mk.IIIA a Mk.V byl tento letoun používán až do rozpuštění 161. squadrony, ke kterému došlo 2. června 1945 na základně Tempsford. K obdobným účelům sloužily Hudsony také v Barmě a Malajsku. Zde nejprve létaly u No. 1576 (Special Duties) Flight, ten byl později včleněn do 357. squadrony, zformované k 1. únoru 1944. Ve výzbroji této jednotky byly vedle Hudsonů také stroje Liberator Mk.III a Catalina. Hudsony byly v lednu 1945 z výzbroje této squadrony vyřazeny, místo nich dostává Lysandery a Dakoty Mk.IV.

#### Royal Australian Air Force
V Pacifiku Hudsony sloužily v rámci australského Royal Australian Air Force k stejným účelům, jako v britském RAF, tedy k námořnímu průzkumu a jako protiponorkové.

#### Royal Canadian Air Force
K dalším uživatelům také patřilo kanadské RCAF, které ovšem získalo většinu svých Hudsonů jako předispozici zakázek RAF.

#### Royal New Zealand Air Force
Posledním větším zahraničním provozovatelem pak bylo novozélandské Royal New Zealand Air Force, kde létaly u squadron číslo 1, 2, 3, 4, 9, 40 a 41. I Hudsony RNZAF pocházely z dodávek pro britské RAF.

### Ozbrojené síly USA
Prvním uživatelem Hudsonů v Ozbrojených silách Spojených států se stalo letectvo námořnictva, které získalo dvacet kusů po vstupu USA do války — stroje A-29-LO (Hudson Mk.IIIA) z dodávek pro Brity bylo zabaveno a pod označením PBO-1 se staly výzbrojí hlídkové squadrony VP-82 (dostaly BuNo 03842 až 03861 — původně měly přidělena britská sériová čísla BW361 až BW380, ovšem protože šlo o stroje dodávané v rámci zákona o půjčce a pronájmu, měly také přidělena sériová čísla USAAF 41-23223 až 41-23242). Stroje dostaly britské hřbetní střelecké věže Boulton Paul, ale výzbrojí letounů byly americké kulomety M2 cal. 30 ráže 7,62 mm). Tato jednotka nejprve operovala ze základny Argentia na Newfoundlandu. Prvním úlovkem se stala německá ponorka U 656, potopená 1. března 1942 (zároveň šlo o první ponorku potopenou letadlem amerických ozbrojených sil),[zdroj⁠?!] druhou tatáž jednotka potopila již 15. března, tentokrát šlo o U 503. Ovšem nasazení Hudsonů u U.S. Navy bylo záležitostí skutečně jen dočasnou, ve chvíli kdy byly k dispozici letouny Lockheed Ventura (s větším doletem a pumovým nákladem až 2500 liber, tedy cca 1134 kg) byly Hudsony u VP-82 nahrazeny. Již na podzim 1942 se osádky jednotky seznamují s Venturou, prozatím ve verzi PV-3, od prosince pak byla přezbrojována na PV-1, v dubnu 1943 byla jednotka přeznačena na VB-125; první ponorku Ventura od VB-125 potopila 27. dubna 1943, kdy byla u Newfoundlandu zničena U 174. První ponorkou Hudsonu užívaného USAAF byla U 701, potopená 7. července 1942 poblíž Cape Hatteras. Stala se obětí letounu 396. Bomber Squadron.

### Další uživatelé
Tento typ letounu, získaný z Austrálie, používalo také Chel Ha Avir během války za nezávislost.[zdroj⁠?!]

## Přehled sériově vyráběných verzí a výroba
Přímé nákupy: 1338 strojů 

Dodávky v rámci Zákona o půjčce a pronájmu: 1302

Dodáno pro USAAF: 300 (217 kusů AT-18, 83 kusů AT-18A)

1 kus zakoupen firmou Sperry, sloužil jako létající zkušebna

### Britské varianty (přímé nákupy)
Mk.I — 351 kusů 

N7205 až N7404 (200 kusů) 

P5116-P5165 (50) 

R4059 (1) 

T9266-T9365 (100) 

Mk.II (20 kusů) 

T9366-T9385 

Mk.III (428 kusů) 

Mk.IV (130)

A16-1 až A16-50 (50) 

A16-51 až A16-100 (50) 

AE609 až AE638 (30) 

Mk.V (409)

### Dodávky Hudsonů na základě Zákona o půjčce a pronájmu
Mk.IIIA (800)

Mk.IVA (52)

Mk.VI (450)

### Americké verze
Dodávky pro USAAF: 300 cvičných strojů, jejichž konstrukce vycházela z typu Lockheed Hudson

AT-18A (83)

42-55485 až 42-55567

AT-18 (217) 

42-55568 až 42-5578

Hudson Mk.I — 350 kusů 

Hudson Mk.II — 20 kusů 

Hudson Mk.I — 50 kusů 

Hudson Mk.II — 50 kusů 

Hudson Mk.III — 

Hudson Mk.IV — 

### Přehled výroby
Tabulka s přehledem výroby Hudsonu:
|                  | přímý nákup | lend & lease | USAAF | Sperry | celkem: |
| Hudson Mk.I      | 351         |              |       |        |         |
| Hudson Mk.II     | 20          |              |       |        |         |
| Hudson Mk.III    | 428         |              |       |        |         |
| Hudson Mk.IV     | 130         |              |       |        |         |
| Hudson Mk.V      | 409         |              |       |        |         |
| • mezisoučet     |             |              |       |        | 1338    |
| Hudson Mk.IIIA   |             | 800          |       |        |         |
| Hudson Mk.IVA    |             | 52           |       |        |         |
| Hudson Mk.VI     |             | 450          |       |        |         |
| • mezisoučet     |             |              |       |        | 1302    |
| AT-18A           |             |              | 83    |        |         |
| AT-18            |             |              | 217   |        |         |
| • mezisoučet     |             |              |       |        | 300     |
| civilní zákazník |             |              |       | 1      |         |
| • mezisoučet     |             |              |       |        | 1       |
| celkem:          | 1338        | 1302         | 300   | 1      | 2941    |

## Uživatelé
- Austrálie
  - Royal Australian Air Force
- Brazílie
  - Brazilské letectvo
- Čínská republika
  - Letectvo Čínské republiky
- Izrael
  - Izraelské vojenské letectvo
- Jihoafrická unie
  - South African Air Force
- Kanada
  - Royal Canadian Air Force
- Nizozemsko
  - Nizozemské armádní letectvo
- Nový Zéland
  - Royal New Zealand Air Force
- Spojené království
  - Royal Air Force
- Spojené státy americké
  - United States Army Air Forces
  - United States Navy

## Popis letounu a hlavní technické údaje

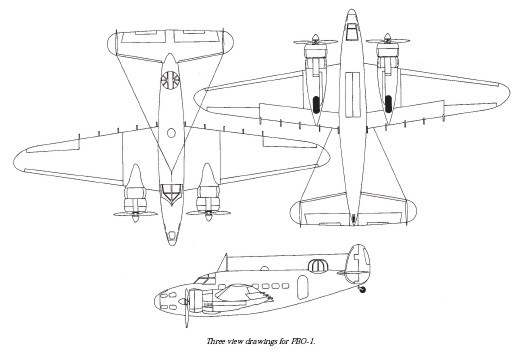
Třípohledové schéma PBO-1

### Popis konstrukce
Lockheed Hudson byl dvoumotorový středoplošník klasické koncepce se záďovým zatahovacím podvozkem, samonosné celokovové konstrukce. Svislé ocasní plochy byly zdvojené. Stroj se čtyř- až pětičlennou osádkou byl určen pro námořní průzkum a protiponorkový boj. Konstrukce letounu vycházela z civilního dopravního typu Lockheed Model 14 Super Electra.

### Drak

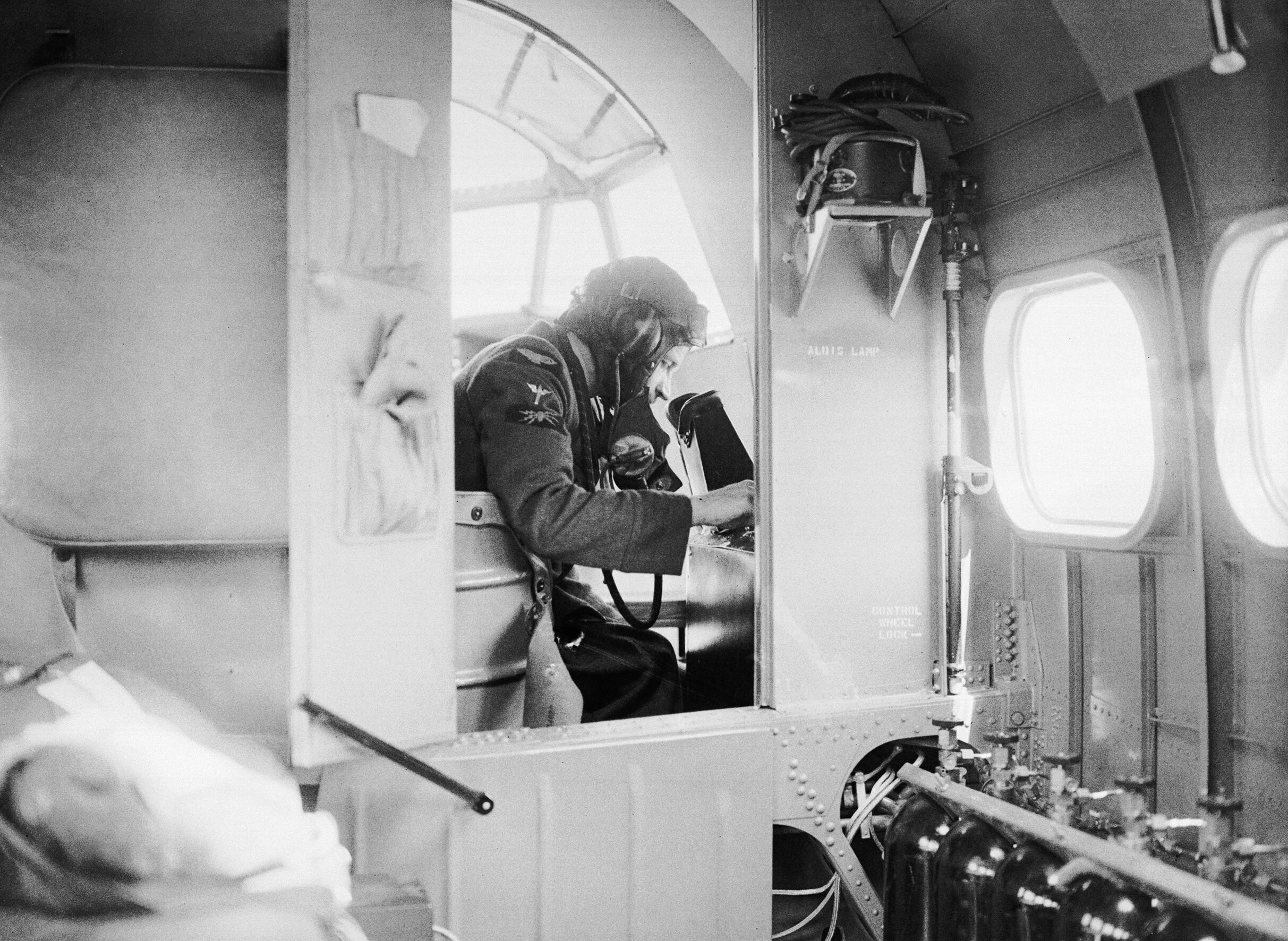
Interiér stroje Lockheed Hudson Mk.I 206. perutě RAF, 1940

Křídlo je celokovové samonosné konstrukce s profilem Clark Y, jednonosníkové, vybavené křidélky a vztlakovými klapkami Fowler.  Dělí se na tři části, střední část je nedílnou součástí konstrukce trupu, vnější části křídel jsou odnímatelné. Geometrická štíhlost křídla je 7,786. 

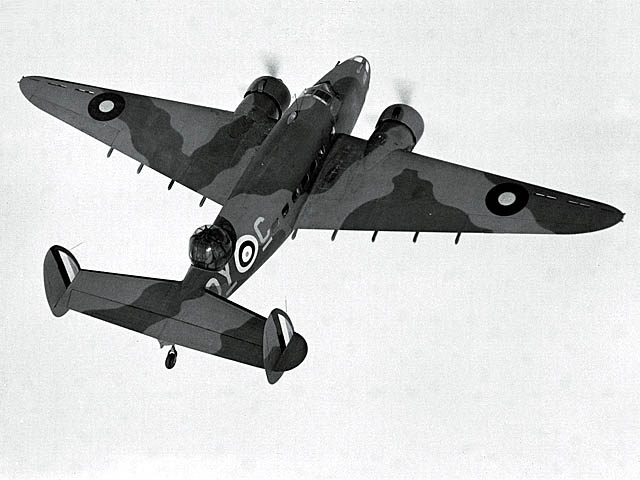
Lockheed Hudson Mk.I (OY-C), No.11 Bombing and Reconnaissance Squadron, RCAF

Trup eliptického průřezu měl celokovovou samonosnou poloskořepinovou konstrukci. Nosný potah z hliníkových slitin byl vyztužen nanýtovanými výztuhami, tzv. stringery, z uzavřených profilů.
Podvozek byl záďového typu, hlavní podvozkové nohy se hydraulicky zatahovaly směrem vzad do motorových gondol. Nezatahovatelná ostruha opatřená kolečkem byla otočná, s aretací v přímém směru.

### Pohonné jednotky
Pohonnou jednotku představovaly dva hvězdicové devítiválce Wright Cyclone G102A. Motor měl vzletový výkon 1100 hp (cca 820,3 kW). Šlo o vzduchem chlazený přeplňovaný čtyřdobý zážehový hvězdicový devítiválec s reduktorem, o zdvihovém objemu 29 875,9 cm³. Přeplňování zajišťoval jednostupňový odstředivý kompresor s dvourychlostním převodem. Vrtule dodávané firmou Hamilton Standard byly třílisté, dvoupolohové. Na pozdější verze Hudsonu s motory Wright Cyclone (tj. Mk.II, Mk.III a Mk.IIIA) se montovaly automatické vrtule Hamilton Standard Hydromatic s plynule měnitelným úhlem náběhu listů a regulací typu constant speed, u nichž samočinný odstředivý regulátor změnou úhlu náběhu listů vrtule udržoval pilotem zvolené otáčky motoru.
Na letouny Hudson Mk.III byly montovány motory Wright Cyclone G205A, verzi Hudson Mk.IIIA pak poháněly motory Cyclone s vojenským označením R-1820-87 Obě tyto verze, tedy G205A i R-1820-87, měly vzletový výkon 1200 hp (tedy cca 895 kW).
Stroje Hudson Mk.IV, Mk.IVA, Mk.V a VI byly poháněny různými verzemi motoru Pratt & Whitney R-1830 Twin Wasp. Šlo o vzduchem chlazený čtyřdobý zážehový přeplňovaný dvouhvězdicový čtrnáctiválec s odstředivým kompresorem a reduktorem, zdvihový objem motoru byl 29,978 litru. Byly montovány verze Twin Wasp SC3-G, Twin Wasp S3C4-G, R-1830-45 a R-1830-67 (motory SC3-G a R-1830-45 měly maximální vzletový výkon 1050 hp, tedy cca 783 kW, zbývající pak 1200 hp, tedy cca 895 kW).
Palivové nádrže byly umístěny ve střední části křídla, mezi motory a trupem. Od verze Hudson Mk.III s motory Cyclone (resp. stroje s motory Twin Wasp od verze Mk.V) dostává část vyrobených strojů palivové nádrže s celkovým objemem zvýšeným z cca 2438 litrů na cca 3891 litrů (z 644 na 1028 U.S. galonů).

### Výzbroj

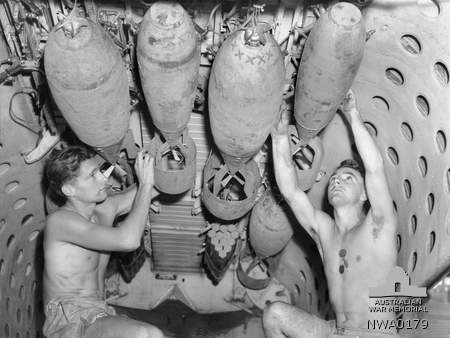
Zavěšování pum do pumovnice letounu Hudson ze stavu 2. perutě RAAF, 1943

Obrannou výzbroj stroje tvořily nejčastěji kulomety puškové ráže, svrhovanou ofenzivní výzbroj pak představovaly pumy a hlubinné nálože, ty nesl v trupové pumovnici (pozdější verze také mohly nést neřízené rakety, ty se zavěšovaly pod křídlem). Maximální pumový náklad byl u Hudsonu Mk.I do 635 kg pum nebo hlubinných náloží. U pozdějších verzí mohl být náklad až 726 kg pum anebo jiné výzbroje.
Hlavňovou výzbroj Hudsonu Mk.I tvořily dva kulomety Browning Mk.II ráže 7,7 mm) v hřbetní motoricky ovládané střelecké věži Boulton Paul Type C Mk.II, se zásobou munice 1000 nábojů na zbraň, další dva byly montovány jako pevné (ovládané pilotem) v horní části přídě. Později některé stroje dostaly i kulomety Browning ráže .50" amerického původu, umožňující vést účinnou palbu při útoku na vynořenou ponorku z větší vzdálenosti.
Americké stroje pak byly vyzbrojeny kulomety A/N M2 Browning ráže 7,62 mm.
Typickou protiponorkovou výzbroj typu PBO-1, který byl nasazen u U.S. Navy, představovaly čtyři hlubinné pumy Mk.17 o hmotnosti po 147 kg, zavěšené v pumovnici.

## Specifikace (Hudson Mk.I)

Třípohledový nákres

#### Technické údaje
- Rozpětí křídla: 19,964 m
- Délka: 13,512 m
- Výška: 3,606 m
- Nosná plocha: 51,19 m²
- Hmotnost prázdného letounu: 5275 kg
- Vzletová hmotnost: 7938 kg

#### Výkony
- Maximální rychlost ve výšce 1981 m: 396 km/h
- Cestovní rychlost: 273 km/h
- Dostup: 7620 m
- Dolet: 2735 km

## Specifikace (Hudson Mk.III)

#### Technické údaje
- (Data strojů Mk.IIIA, odlišná od verze Mk.III, jsou v závorce)
- Rozpětí křídla: 19,964 m
- Délka: 13,512 m
- Výška: 3,606 m
- Nosná plocha: 51,19 m²
- Hmotnost prázdného letounu: 5686 kg (5817 kg)

#### Výkony
- Vzletová hmotnost: 8391 kg (9298 kg)
- Maximální rychlost ve výšce 5791 m: 410 km/h (ve výšce 4572 m: 407 km/h)
- Cestovní rychlost: 358 km/h (330 km/h)
- Dostup: 7467 m (8077 m)
- Dolet: 3476 km (4506 km)